# Karl Rößler

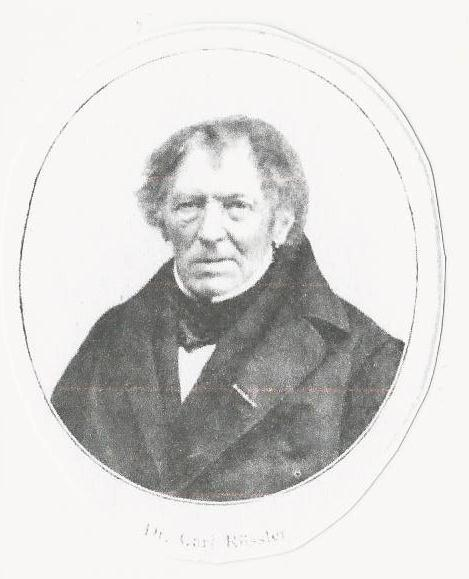
Karl Rößler

Karl Rößler (* 6. Mai 1788 in Wiesbaden; † 23. August 1863 in Hanau) (aber auch Carl Rössler oder Roessler) war ein deutscher Fabrikant, Mineraloge und Naturforscher.

## Leben und Wirken
Rößler war Sohn des Philipp Ludwig Rößler (1734–1803), fürstlich-nassauischer Geheimer Rat und Gutsherr des Mönchshofs bei Bruchköbel, und der Margarethe Antoinette Adam (1754–1796). Nach einer Kaufmannslehre in Frankfurt am Main erwarb er 1818 in Hanau eine Hutfabrik, die er zu einer der bedeutendsten Betriebe in Deutschland entwickelte. Als wohlhabender Hutfabrikant beschäftigte er sich zusätzlich mit der Mineralogie, Geognosie sowie Paläontologie der Wetterau und legte hierzu eine Sammlung aus Mineralien und Fossilien an.
Er stand mit Leopold von Buch in engem Kontakt und veröffentlichte 1851 mit Gottfried Ludwig Theobald eine mineralogische Übersicht der Wetterau. 1808 gehörte er zu den Gründungsmitgliedern der Wetterauischen Gesellschaft in Hanau, der er auch als Direktor von 1853 bis 1863 vorstand. 1848 war er Mitglied des Vorparlaments. Seit 1848 war er zeitweise Mitglied des kurhessischen Landtags; 1858 wurde er in die Deutsche Akademie der Naturforscher Leopoldina gewählt und gehörte 1859 zu den Gründungsmitgliedern des Freien Deutschen Hochstifts in Frankfurt am Main. Im selben Jahr wurde er zum korrespondierenden Mitglied der Göttinger Akademie der Wissenschaften gewählt.
Rößler zu Ehren wurde 1861 das Mineral Rösslerit (Mg[AsO3OH]·7H2O) von Johann Reinhard Blum beschrieben. Des Weiteren sind die beiden Fossilien Turbonilla rössleri und Cythere rössleri nach ihm benannt.

## Werke
- Gottfried Ludwig Theobald, Karl Rössler: Übersicht der Wichtigsten geognostischen und oryctognostischen Vorkommnisse der Wetterau und der zunächst angrenzenden Gegenden. In: Jahresbericht der Wetterauischen Gesellschaft für die gesammte Naturkunde über das Gesellschaftsjahr 1850/51, Hanau 1851, S. 75–195; Textarchiv – Internet Archive.
- Karl Rössler: Über die Petrefakten im Zechstein der Wetterau. In: Jahresbericht der Wetterauischen Gesellschaft für die gesammte Naturkunde über das Gesellschaftsjahre von August 1851 bis dahin 1853, Hanau 1854, S. 54–58. Google Books